# ستار فوكس (لعبة فيديو)
ستار فوكس (بالإنجليزية: Star Fox)‏ تُعرف باسم ستاروينغ في مناطق بال، وهي لعبة فيديو إطلاق النار على السكك الحديدية عام 1993 تم تطويرها بواسطة نينتندو وأرغوناوت سوفتوير لنظام سوبر نينتندو إنترتينمنت سيستم. اللعبة الأولى في سلسلة ستار فوكس، تتبع القصة فوكس إم سي كلاود وبقية فريق ستار فوكس الذين يدافعون عن عالمهم المحلي في كورنيريا ضد القوات الغازية لـ أندروس.
كانت ستار فوكي ثاني لعبة ثلاثية الأبعاد لـ نينتندو بعد إصدار X لـ غيم بوي في عام 1992. ومع ذلك، كانت أول لعبة نينتندو تستخدم رسومات متعددة الأضلاع. لقد أنجزت ذلك من خلال كونها أول لعبة على الإطلاق تستخدم معالجًا مساعدًا لتسريع الرسومات سوبر إف إكس مدعومًا من GSU-1. كان العرض المعقد للنماذج ثلاثية الأبعاد ذات المضلعات لا يزال جديدًا وغير شائع في ألعاب فيديو وحدة التحكم. تلقت اللعبة مراجعات إيجابية عند إصدارها، وباعت أكثر من 4 ملايين نسخة، وأسست سلسلة ستار فوكس باعتبارها سلسلةً رائدًة لنينتندو. تم إعادة تشغيل السلسلة مع ستار فوكس 64 على نينتندو 64 في عام 1997 ، والذي تم إعادة إنتاجه لاحقًا باسم ستار فوكس 64 3دي على نينتندو 3دي أس في عام 2011، ثم أعيد تصورها لاحقًا باسم ستار فوكس زيرو على وي يو في عام 2016.
أعادت نينتندو إصدار ستار فوكس في جميع أنحاء العالم لأول مرة في سبتمبر 2017 كجزء من سوبر إن إي إس كلاسيك إديشن، جنبًا إلى جنب مع الجزء الثاني الذي لم يتم طرحه سابقًا ستار فوكس 2. في سبتمبر 2019، تم توفير الجزء الأول والثاني على نينتندو سويتش حصريًا لمشتركي خدمة نينتندو سويتش أونلاين.